# Poa hackelii
Poa hackelii là một loài thực vật có hoa trong họ Hòa thảo. Loài này được Post miêu tả khoa học đầu tiên năm 1897.